# Xenelaphis
Genre
Xenelaphis est un genre de serpents de la famille des Colubridae.

## Répartition
Les espèces de ce genre se rencontrent en Asie du Sud-Est : Indonésie, Malaisie, Thaïlande, Viêt Nam, Singapour.

## Liste des espèces
Selon The Reptile Database (9 mars 2012) :
- Xenelaphis ellipsifer Boulenger, 1900
- Xenelaphis hexagonotus (Cantor, 1847)

## Publication originale
- Günther, 1864 : The reptiles of British India, London, Taylor & Francis, p. 1-452 (texte intégral).